# 한국의 줄타기

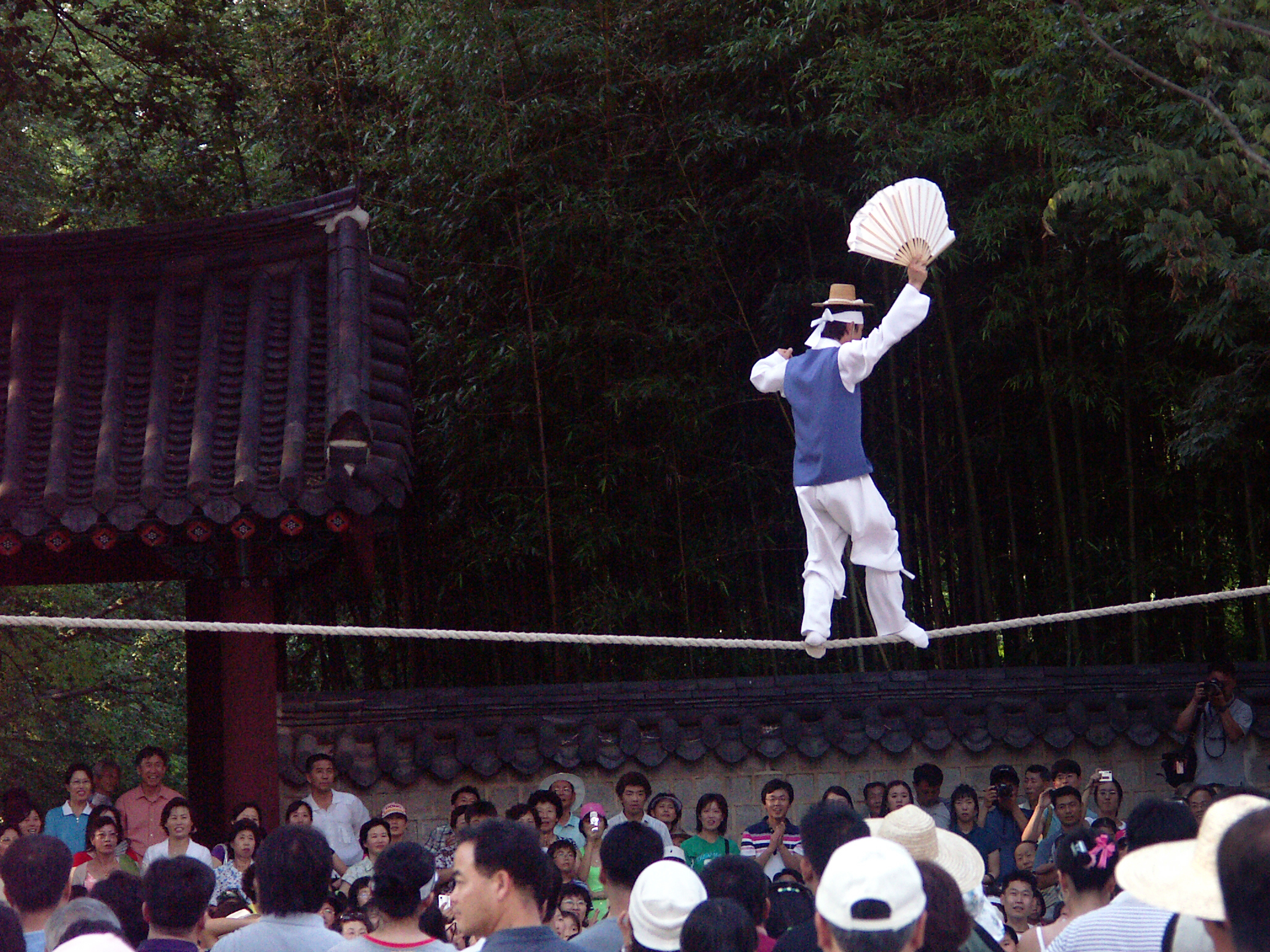
대한민국 전주시에서 벌어진 줄타기 무대 모습

줄타기는 대한민국의 무형문화재이다. 줄타기는 놀이마당에서 줄광대가 공중에 맨 줄 위에서 삼현육각의 연주에 맞추어 어릿광대와 함께 재담과 춤, 소리, 발림을 섞어가며 갖가지 잔노릇(기예)을 벌이는 줄놀음이다.
2011년 11월 28일, 줄타기는 유네스코 인류무형문화유산으로 등재되었다.

## 특징
한국의 줄타기는 줄광대가 줄 아래에 어릿광대와 삼현육각 악사를 대동하고, 공중에 맨 줄 위에서 음악반주에 맞추어 여러 가지 기예와 재담, 가요를 연행하는 한국의 전통연희이다. 동서양을 막론하고 외국의 줄타기가 아슬아슬한 재주에만 치중한다면 한국의 전통적인 줄타기는 악(樂)∙가(歌)∙무(舞)를 곁들인 교예여서 특히 연극성이 우세하다는 데 그 특징이 있다. 줄타기를 할 때에는 단순히 줄만 타지 않고, 노래를 부르거나 파계승과 타락한 양반을 풍자한 이야기로 익살을 떨고, 여러 계층 사람의 걸음걸이를 흉내내 구경꾼들을 흥겹게 한다. 이렇게 한국의 줄타기는 다양하고 유연한 기예를 갖추고 있으며, 각 장면에 어울리는 삽입가요와 해학적이고 풍자적인 재담이 어우러진 종합예술로서, 다양한 요소를 이용하여 관객들이 함께 호흡할 수 있는 공간을 마련해준다.

## 유래
줄타기가 한반도에서 언제부터 시작되었는지 그 기원을 정확하게 파악할 수는 없지만, 문헌기록을 기반으로 하는 팔관회와 나례설·화랑 유희 관계설 등이 한국의 줄타기의 유래를 설명하는 유력한 설이다.

### 팔관회와 나례설
줄타기가 신라 이후 고려조에 와서 팔관회(八關會)나 나례(儺禮)를 통하여 널리 연희되었다는 설이다. 나례에서의 줄타기 연행 양상을 살펴볼 수 있는 기록은 나희를 묘사한 고려 말 이색(李穡)의 『구나행(驅儺行)』이 있다. 『구나행』에서는 줄타기를 포함하여 오방귀무, 사자무, 불토해내기, 칼삼키기, 서역의 호인희, 처용무, 각종 동물로 분장한 가면희 등이 묘사되고 있다. 특히, "나아갔다 물러갔다 가볍고 빠르기 바람결의 반딧불 같네"라는 표현은 강남 장사꾼으로 분장한 광대의 줄타기를 묘사하는 것으로 추측되고 있다.

### 화랑 유희설
화랑 유희설은 현 보유자들의 구전에 의하는 설로 그들이 사사한 고로(古老)들에게서 전하여진 설이다. 이 설에 의하면 신라 국풍에서는 그 당시 사회의 중추적 역할을 맡아왔던 화랑들이 수양 과정으로 도의를 숭상하고 기악을 즐겨하고 무예를 닦았다. 또한 지방을 순회하며 명산과 대천을 두루 찾으면서 심신을 수련하였다. 이와 같이 온 국민의 추앙을 받으면서 전성하였던 화랑들도 신라말에 이르면서 차츰 해이되고 쇠퇴하기 시작하다가 고려조가 되면서 화랑 제도는 없어지고 말았다. 화랑들은 사방으로 흩어져 그들이 지녔던 무예인 택견, 땅재주, 줄타기 등을 전파하면서, 그로부터 유랑 생활이 되었을 것이라는 의견이다. 따라서 무예는 교예로 탈바꿈이 되고, 서민들과 접합하면서 이 기예를 생활 수단으로 삼아 갔을 것이다. 이와 같은 경로로 줄타기가 이들에 의하여 서민 연희로 전파되었을 것이라는 것이 이 설의 논지이다.

## 종류
한국의 줄타기는 크게 두 종류로 나뉜다. 하나는 현재 국가무형문화재 제58호 줄타기로 지정되어 전승되어 오고 있는 대령광대(待令廣大)계열의 '광대 줄타기'이고 , 다른 하나는 남사당패의 여섯마당 중 한 종목으로 지정되어 연희되고 있는 유랑예인 계열의 '뜬광대 줄타기(어름 줄타기)'이다.

### 광대 줄타기
광대 줄타기와 뜬광대 줄타기는 공연 수용층에서 가장 큰 차이를 보인다. 광대줄타기는 나례도감이나 재인청에 소속된 광대들이 정재(呈才)의 하나로써 외국 사신 영접 등 국가 행사 때 연행하거나, 삼일유가·문희연·회혼례 등의 상류층의 잔치에 불려가서 보수를 받고 연행했던, 주로 지배층을 위한 성격의 줄타기이다. 광대 줄타기의 줄판은 궁궐 또는 관아나 양반들의 큰 집에서 벌어졌기 때문에 울타리 안 마당에 차려졌고, 보통 낮에 4~5시간에 걸쳐 연희되었다. 광대 줄타기는 순수한 잔재비(잔놀음)만을 기예로 삼고 있으며 그 기교가 매우 정교화고 뛰어나다. 현재는 예능 보유자인 김대균이 전수자로 인정되어 명맥을 이어오고 있다.

### 뜬광대 줄타기(어름 줄타기)
뜬광대 줄타기는 일명 어름 줄타기라고도 하며, 일정한 거처 없이 떠돌아다니면서 민간 예능을 담당했던 남사당패의 줄타기이다. 남사당패는 민간 마을에서 일정한 보수도 없이 숙식만 제공받으면 놀이를 하였기에, 뜬광대 줄타기는 서민층을 위한 놀이로 발달하였다. 뜬광대 줄타기의 줄판은 민간 마을의 넓은 마당에 차려졌으며, 밤에 시작해서 밤새 놀았기 때문에 놀이판에는 장작불이나 횃불을 밝히는 일이 다반사였다. 이는 남사당패의 여섯 가지 놀이인 풍물(농악)∙버나(사발돌리기)∙살판(땅재주)∙어름∙덧뵈기(탈놀음)∙덜미(꼭두각시놀음) 중 네번째 놀이로서, 한시간 반 정도에 걸쳐 진행된다. 뜬광대 줄타기의 기예는 볼거리 위주의 인물 모방 등을 줄타기 기예에 포함시키며 광대 줄타기의 기예보다는 소박하지만, 오락성은 더 발달하였다.

## 무형문화재 계보

### 무형문화재 지정 내역
| 종목                    | 명칭   | 분류                                   | 지정일     | 소재지    | 비고                                                 |
| ----------------------- | ------ | -------------------------------------- | ---------- | --------- | ---------------------------------------------------- |
| 국가무형문화재 제58호   | 줄타기 | 무형유산> 전통연행 > 연희 > 광대굿놀이 | 1976.06.03 | 경기 전역 |                                                      |
| 경기도 무형문화재 제9호 | 줄타기 | 무형유산> 전통연행 > 연희 > 세시놀이   | 1991.10.19 |           | 기능보유자(故 조송자) 사망으로 2000.10.31. 지정 해제 |

## 연행 요소

### 음악
줄타기의 음악은 다음과 같이 구성된다.
1. 삼현육각 반주
2. 공연 중간에 삽입되는 가요
3. 기예와 흥을 불러일으키는 장단

#### 삼현육각
줄타기의 반주 음악은 삼현육각으로 편성되어 있다. 이러한 삼현육각의 편성은 18세기에 이르러 장단구조∙선율구조∙짜임새(형식) 등 음악의 구조에 역동적인 변화가 일어났고, 줄풍류∙대풍류∙세악 등으로 불리는 삼현육각이 크게 유행하면서 줄타기 반주 음악으로 자리잡게 된 것으로 보인다. 삼현육각잽이는 줄 아래 한편에서 북∙장고∙목피리∙곁피리∙젓대∙해금 순으로 앉아서 연주한다. 삼현육각으로 구성된 반주음악은 줄광대의 동작을 날렵하고 율동적으로 만들어줄 뿐만 아니라, 어릿광대가 동원되지 못하는 경우 어릿광대의 역할을 대신 수행하기도 한다.

#### 가요
줄타기 삽입가요는 18세기 음악사에 나타나는 커다란 특징인 가객∙기생∙광대∙무당∙사당패 등 전문예인집단의 활동이 활발해지고, 오늘날 각 장르로 분류되는 새로운 음악이 생성되었다는 점과, 소리광대들이 판소리를 만들어 판놀음이라는 연예공간에서 활동한 것, 사당패들이 잡가나 풍물을 발전시킨 것, 이앙법 이후에 새로운 '농사짓기 소리(농요)'가 유행한 것 등과 같은 음악 환경의 변화에서 많은 영향을 받았을 것이다. 따라서 이러한 음악사적 배경은 줄타기가 매우 다양한 삽입가요를 차용하게 되는 원천이 되었다고 할 수 있다. 줄타기 중간중간에 삽입되는 많은 가요는 줄타기 장면에 맞는 활력과 공감을 불러일으켜서 관중들의 흥미를 돋구고, 줄타기의 극적인 성격을 강화시키는 기능을 한다.

#### 장단
장단은 줄타기에서의 기예를 결정짓는 무엇보다도 가장 중요한 요소이다. 여러 줄타기 연희본에 등장하는 장단은 각각 차이가 존재하지만, 대부분의 줄타기 기예에서 사용하는 허튼타령 장단과 굿거리 장단은 놀이판의 분위기를 고조시키는 역할을 한다. 또한, 한국 줄타기 장단은 모두 삼분박(三分拍: 한 박자를 셋으로 나눌 수 있는 박자)이 주류를 이루고 있다는 공통점을 가진다. 특히 우리의 삼분박은 앞이 긴 삼분박이 특징이다. 굿거리 장단, 중중모리 장단, 자진모리 장단, 타령 장단 등 한국의 기본적인 장단들은 모두 삼분박을 사용하고 있다. 한국의 전통연희에 쓰이는 노래나 춤사위는 모두 삼분박에 맞추어져 있기 때문에, 이분박을 사용하는 중국이나 일본의 전통연희들과 노래∙춤사위∙동작∙대사의 구사법 등이 전혀 다르다.따라서 한국 줄타기 음악은 삼분박이라는 한국 전통연희 음악의 보편성과 줄타기 음악 전통의 고유성을 충족시키며 발전해 온 것이라고 할 수 있다.

### 기예
줄타기의 기예는 광대 줄타기와 뜬광대 줄타기(어름 줄타기)의 차이점이 두드러진다. 아래는, 현재 무형문화재 보유자인 김대균의 기예를 중심으로 살펴본 줄타기 기예이다.
- 외홍잽이 계열: 외홍잽이는 줄광대가 허튼타령 장단으로 줄 위에 섰다가 왼발로 줄을 딛고 오른발을 줄 밑으로 내렸다가 튀어 일어서고 이렇게 반복하며 걷는 기예를 말한다.
- 쌍홍잽이 계열: 쌍홍잽이는 줄광대가 허튼타령 장단에 맞추어 두 발로 줄 위에 섰다가 뛰어서 가랑이 사이로 줄을 넣어 앉으며 양 다리를 줄 좌우로 내리며 엉덩방아를 찧고 반동으로 솟구쳐 오르는 동작을 말한다.
- 외무릎 꿇기 계열: 외무릎 꿇기는 줄광대가 허튼타령 장단에 맞처 외무릎 꿇고 앉았다가 몸을 솟구쳐 쌍홍잽이로 앉고 반동으로 몸을 솟구쳐 오를 때 몸의 방향을 돌려 쌍홍잽이로 앉는 기예를 뜻한다.
- 두무릎 꿇기 계열: 줄광대가 허튼타령 장단에 쌍홍잽이로 앉았다가 몸을 솟구쳐 내려올 때 두 발의 횃목을 줄에 걸치고 무릎을 꿇고 앉는 기예를 말한다.
- 책상다리 계열: 책상다리 기예는 줄광대가 허튼타령 장단에 쌍홍잽이로 앉았다가 반동으로 솟구쳐 올라 내려앉으며 양 발을 개고 책상다리로 앉는 동작이다.
- 칠보먼장 계열: 칠보먼장은 줄광대가 허튼타령 장단에 앞으로 배를 쭉 내밀고 나가면서 옆 쌍홍잽이로 줄을 타고 앉았다가 반동으로 솟구쳐 일어섰다가 뒤로 밀고 옆으로 타고 앉는 기예를 뜻한다.
- 기타계열

### 재담
줄타기 재담을 줄여서 '줄재담'이라고 한다. 줄재담이란 줄광대와 어릿광대가 공연 도중 주고받는 재치 있는 언어로서, 줄타기 삽입 가요까지 포함하는 개념이다. 줄재담은 줄타기가 극적인 성격을 갖도록 도와주는 언어적, 문학적인 기능을 담당한다. 줄재담은 각각의 연희본마다 독창적인 면이 있어 주목되는데, 이는 줄재담이 애초부터 광대 자신이 스스로의 묘기를 돋보이게 하고 담화내용을 관중에게 극적으로 전달하기 위한 의도에서 비롯된 것이므로, 광대 개개인에 따라서 변화를 보이는 것은 당연한 결과이다. 줄재담은 비공식문화, 집단적 민중적 특성, 웃음과 패러디를 통해 주로 민중의식의 발현, 서민적 골계의 창출 등의 주제의식을 드러낸다.

## 연희본
다른 민속예술이 그러하듯이 줄타기의 연희본도 구전으로 전승되어 왔다. 구전의 특성으로, 연희되는 내용은 고정되어 있지 않아서 세월이 흐름에 따라 약간씩 변하였고, 연희자에 따라서도 조금씩 달랐다. 또한 즉흥적인 창작의 여지가 있었기에 같은 연희자라도 공연에 따라서 그 내용이 달라질 수 있었다. 따라서 현재까지 채록된 연희본의 수는 그렇게 많지 않다. <조송자본>, <김봉업본>, <이동안본>, <김영철본1>, <김영철본2>, <김대균본> 등 총 6종이다. 이들 중 <조송자본>은 현재까지 전승되어 오고 있는 유일한 남사당패 어름줄타기 연희본이다. <김봉업본>은 현전하는 줄타기 연희본 중 가장 고형이고, 전통사회 줄타기의 원형을 가장 충실하게 보존하고 있어, <이동안본>, <김영철본1>, <김영철본2>, <김대균본>에 많은 영향을 끼쳤다. 그러나 현재 채록된 연희본은 연희자들이 전통 판줄을 공연한지 오래되었던 관계로, 채록 당시 많은 재담을 잃어버려서 재담의 풍부함이 많이 떨어져 있다.

## 공연 정보
- 바우덕이 남사당 놀이

- 공연자 : 남사당 바우덕이 풍물단

- 공연 장소 : 경기도 안성시 보개면 복평리 34-3 남사당 전수관
| 공연일 | 공연 시간   | 공연 내용                                                                                |
| ------ | ----------- | ---------------------------------------------------------------------------------------- |
| 토요일 | 14:00~15:00 | ‘덧뵈기(탈놀이)’, ‘인형극 “안성 박첨지 놀음”’, ‘살판(땅재주)와 버나놀이’ 중 한 종목      |
| 토요일 | 18:00~19:30 | ‘풍물놀이’, ‘살판(땅재주)’, ‘버나놀이’, ‘무동놀이’, ‘상모놀이’, ‘줄타기(어름)’, ‘뒷풀이’ |
| 일요일 | 14:00~15:00 | ‘광대푸리’, ‘얼른(마술)’, ‘풍물놀이’, ‘살판(땅재주)’, ‘버나놀이’, ‘상모놀이’, ‘뒷풀이’   |

남사당 바우덕이 공연 관련 홈페이지 
- 한국민속촌 정기공연

- 공연자 : 홍기철 

- 공연 장소 : 경기도 용인시 기흥구 보라동 107 한국민속촌 공연장
| 공연일 | 공연 시간 | 공연 내용 |
| ------ | --------- | --------- |
| 매일   | 11:30~    | 줄타기    |
| 매일   | 15:30~    | 줄타기    |

한국 민속촌 공연 관련 홈페이지 보관됨 2011-06-11 - 웨이백 머신
- 화성행궁 상설한마당 “토요상설공연”

-공연 장소 : 화성행궁 신풍루 앞 광장
| 공연일 | 공연 시간   | 공연 내용                                |
| ------ | ----------- | ---------------------------------------- |
| 토요일 | 14:00~15:20 | 식전행사, 궁중무용, 무동놀이, 전통줄타기 |

수원화성 공연 관련 홈페이지

## 줄타기와 대중문화

### 영화,<왕의 남자>
2005년에 개봉한 이준익 감독의 한국영화. 1174만 명의 흥행을 기록한 이 작품은 전통적인 배경 속에서 여러 가지 한국 민속놀이를 그 소재로 활용하는데, 줄타기 역시 등장한다. 가장 마지막에 죽을 위기에 놓인 ‘장생’과 ‘공길’이 줄 위에서 하늘을 향해 높이 뛰어 오르는 것이 영화의 클라이막스 장면이다. 무형문화재인 남사당의 권원태가 이 장면에서 줄타기 대역을 맡았으며, 2006년 3월 4, 5일에는 경복궁에서 극중 장면을 재현하는 행사가 이루어졌다. 문화재청은 이날 ‘왕의 남자’ 제작진에게 전통문화재 연희자의 예술혼을 국민들에게 홍보하는 계기를 만들어 준 것에 대해 감사패를 수여했다. 부산 무형문화재 엑스포(2010), 대한민국 전통연희 축제(2007) 등 이후에도 여러 축제에서 극 중 줄타기 장면을 재현한 공연이 이루어졌다.

### 소설, <줄>
1966년 <사상계>를 통해 발표된 이청준의 단편 소설. 무기력하게 살아가던 화자(나, 남기자)가 C읍의 한 노인으로부터 들은 한 줄광대 부자의 이야기가 액자 형식으로 전개된다. 줄광대의 장인정신을 잘 드러내었다.

## 같이 보기
- 한국 무용
- 슬래클라이닝
- 줄타기

## 참고 문헌
- 백대웅, 「18세기의 음악환경과 전문예능인들의 음악활동 연구」, 《한국음악사학보》 26집, 2001.
- 백대웅, 「18세기 음악사에 나타난 음악 양식의 변화」, 《한국학연구》 7, 1995.
- 서연호,「한국 전승연희의 원리와 방법」, 집문당, 1997.
- 심우성, 《줄타기》, 화산문화, 2000.
- 이호승,「한국 줄타기의 역사와 연행 양상」, 《공연문화연구》, 2007.
- 전경욱,「한국의 전통연희」, 학고재, 2004.
- 줄타기보존회 2010. 4. 29자 보도자료